# Gabriele Tarquini
Pour les articles homonymes, voir Tarquini.
Gabriele Tarquini, né le 2 mars 1962 à Giulianova Lido dans la province de Teramo (Abruzzes) en Italie, est un pilote automobile italien. Il a notamment disputé le championnat du monde de Formule 1 entre 1987 et 1995 et a participé aux 24 Heures du Mans 1985. Il a remporté le championnat du Royaume-Uni des voitures de tourisme en 1994, le Championnat d'Europe FIA des voitures de tourisme en 2003, le Championnat du monde des voitures de tourisme en 2009 et la Coupe du monde des voitures de tourisme en 2018.

## Biographie

### Débuts
En 1984, Tarquini réalise le grand chelem en karting en devenant champion d'Italie, d'Europe et du monde. Il débute alors en Formule 3 dans le championnat national italien. Dès 1985, il prend part aux 24 Heures du Mans au volant d'une Porsche 956 avec Massimo Sigala et Oscar Larrauri au sein de l'équipe suisse Brun Motorsport. L'équipage figure longtemps à la troisième place mais est contraint à l'abandon après 23 heures de course sur problème moteur. 
Toujours en 1985, il passe à la Formule 3000 où il participe durant trois années au championnat international avec des résultats mitigés en terminant sixième en 1985, dixième en 1986 et huitième en 1987. 1987 est aussi l'année de ses débuts en Formule 1 avec une pige au Grand Prix de Saint-Marin sur une Osella qui se conclut par un abandon.

### Carrière en Formule 1
En 1988, il débute véritablement sa carrière au plus haut niveau au sein de l'écurie italienne Coloni, elle aussi novice en F1. Coloni est une structure artisanale sans grands moyens et Tarquini réussit, à la surprise générale, à arracher sa qualification pour les Grand Prix du Brésil, de Saint-Marin, de Monaco et du Mexique. Puis, la saison avançant en même temps que le développement de la monoplace se fige, Tarquini a de plus en plus de mal à se sortir des séances de pré-qualifications, ce qui fait que le pilote italien ne participe qu'à huit des seize Grands Prix de la saison, avec pour meilleur résultat une huitième place au Grand Prix du Canada.
L'année suivante, Gabriele signe chez First Racing (en), l'écurie de Lamberto Leoni, pour disputer la saison 1989 de Formule 1. First est une bonne écurie de Formule 3000, pour laquelle Tarquini avait déjà piloté, qui veut poursuivre l'aventure à l'échelon supérieur. Malheureusement le projet avorte et Tarquini se retrouve sans volant. Mais, à la suite du dramatique accident dont est victime Philippe Streiff qui le blesse grièvement à la colonne vertébrale, il est recruté par l'écurie AGS qu'il rejoint au Grand Prix du Brésil. Il déclare en 2018 à ce propos : 

« Quand je suis arrivé chez AGS, je venais de quitter Coloni. Ce n'était pas un gros team mais c'était professionnel, avec une usine. À Gonfaron, il y avait deux cabanes devant la maison de "Papy Julien". J'ai pensé : ça, une écurie de F1 ? Pour rentrer la voiture dans "l'atelier", il fallait démonter les ailerons avant et arrière. »

Tarquini prend néanmoins rapidement ses marques et termine sixième du Grand Prix de Saint-Marin, avant d'être rétrogradé en huitième position à la suite des reclassements de Thierry Boutsen et Alex Caffi. Il finit par marquer le point de la sixième place au Grand Prix du Mexique. Ce sera son seul point dans la discipline, car malgré une belle performance à Monaco où il est trahi par sa monoplace, la suite de la saison est plus décevante vu qu'il ne parvient pas à se sortir des pré-qualifications lors des neuf derniers Grand Prix, les Larrousse et les Onyx ayant progressé plus que les AGS. Pour remercier AGS et Henri Julien (en) de lui avoir donné sa chance, Tarquini décide ne pas chercher un nouveau volant pour 1990. Par la suite, Tarquini déclarera qu'être resté « était une erreur. Pour faire carrière en F1, il ne faut pas s'arrêter à ce genre de choses ».
La saison 1990 est encore plus difficile que la précédente pour AGS et Tarquini. Celui-ci ne réussit que quatre fois à se sortir du double barrage pré-qualification/qualification et ne franchit qu'une seule fois la ligne d'arrivée à l'occasion du Grand Prix de Hongrie. En dépit de sa frustration, il prolonge à nouveau son contrat pour une nouvelle saison.
1991 s'annonce sous de meilleurs auspices puisque le pilote italien termine huitième du Grand Prix inaugural à Phoenix. Mais à partir de la cinquième manche (Grand Prix du Canada), Tarquini ne parvient plus à se qualifier. Pourtant, il se sort souvent des pré-qualifications, profitant d'un faux pas d'une Dallara, d'une Footwork Racing ou d'une Jordan Grand Prix. Ses efforts pour se sortir des pré-qualifications sont remarqués par Gabriele Rumi, directeur général de Fondmetal (ex-Osella) qui le recrute dès le Grand Prix d'Espagne en remplacement du Français Olivier Grouillard. Tarquini se qualifie d'entrée tout comme au Japon, mais il ne passe pas le stade des pré-qualifications lors du Grand Prix d'Australie.
Alors que sa carrière en tourisme est bien entamée, il retourne en Formule 1 comme pilote d'essai et de réserve de l'équipe Tyrrell en 1995, et est appelé à courir au Grand Prix d'Europe pour remplacer Ukyo Katayama, blessé, et se classe quatorzième pour son dernier Grand Prix.

### Carrière en tourisme

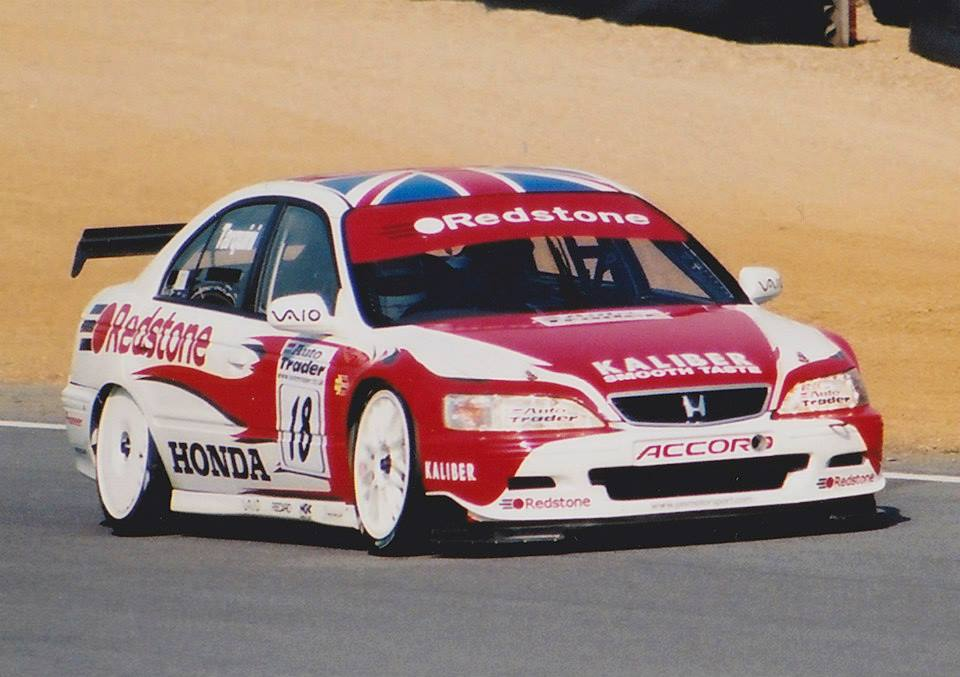
Tarquini à Brands Hatch lors du BTCC 2000.

À la suite des déceptions en Formule 1, Tarquini est contraint de réorienter sa carrière en sport automobile. Il se dirige vers les courses de voitures de tourisme, ayant déjà piloté dans cette discipline dès 1987 avec Alfa Romeo en parallèle de sa carrière en Formule 1, d'abord en Italie puis au Royaume-Uni. Ainsi, il remporte en 1994 le championnat britannique des voitures de tourisme (BTCC) sur une Alfa Romeo 155 TS. 
Il continue ensuite sa carrière en tourisme, dans les championnats britannique et allemand, avant de passer au championnat d'Europe des voitures de tourisme (ETCC) en 2001 pour le compte de Honda. En 2002, il rejoint Alfa Romeo et devient champion d'Europe en 2003 sur une Alfa Romeo 156. Il compte 21 victoires en championnat européen.

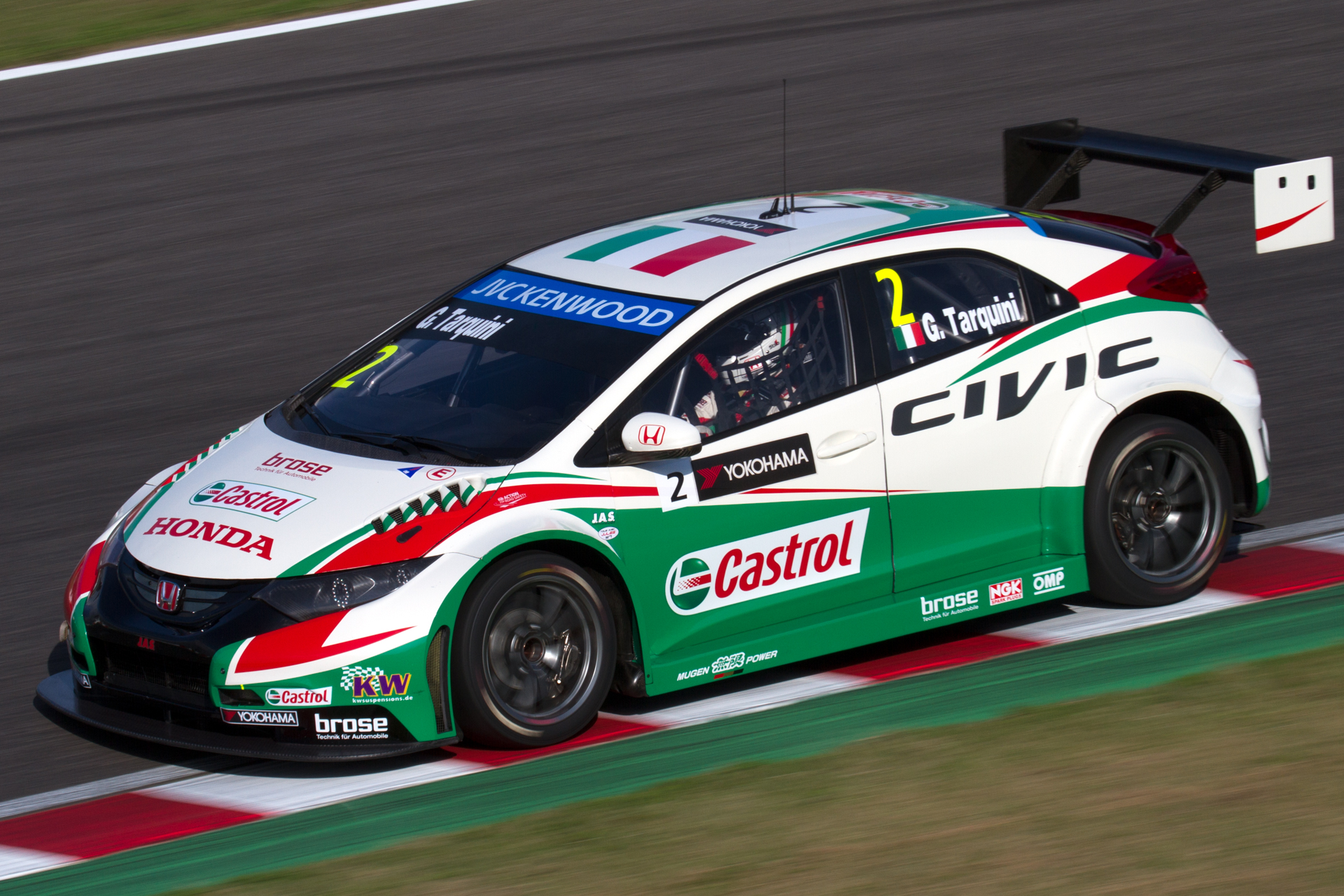
Tarquini au volant d'une Honda Civic à Suzuka lors du WTCC 2014.

Il s'engage ensuite en Championnat du monde des voitures de tourisme (WTCC) pour son retour en 2005, et ce avec Alfa Romeo. En 2006, il passe chez SEAT. Il termine vice-champion du monde en 2008 puis champion du monde en 2009 à l'âge de quarante-sept ans, devenant à cette occasion le pilote champion du monde FIA le plus âgé. Il indique d'ailleurs :

« J'avais dit à ma femme : si je deviens champion, j'annonce que j'arrête. Puis, en marchant vers la salle de conférences de presse, j'ai pensé : merde, je me sens bien, j'ai envie de continuer ! »

Il poursuit donc mais avec un programme privé et termine à nouveau vice-champion du monde en 2010 malgré 5 succès ainsi qu'en 2013, année où il retourne dans les rangs de Honda. En 2016, il est remercié par Honda et rejoint alors Lada, avec 2 victoires à la clé, mais dispute sa dernière course en WTCC avec le constructeur japonais en 2017. Il a ainsi signé vingt-deux victoires dans le championnat du monde.
Le WTCC fusionne par la suite avec le TCR pour former la nouvelle coupe du monde des voitures de tourisme. Tarquini participe à sa saison 2018 avec Hyundai et la i30 qu'il a contribué à mettre au point l'année précédente avant de gagner sa place. Il s'impose sur cinq des trente courses au programme avec notamment deux succès au Maroc et est le pilote qui a passé le plus de tours en tête. Surtout, il remporte le championnat et ce à l'âge de 56 ans. À propos de son âge, le pilote italien déclare : « je ne me suis jamais senti handicapé par mon âge. Tant que tu gardes la passion de la compétition, de la bagarre contre les autres... C'est plus la tête qui compte ».

## Résultats compétition automobile

### Résultats en championnat du monde de Formule 1
| Saison | Écurie                  | Châssis            | Moteur              | Pneus    | GP disputés | Points inscrits | Classement |
| ------ | ----------------------- | ------------------ | ------------------- | -------- | ----------- | --------------- | ---------- |
| 1987   | Osella Squadra Corse    | FA1G               | Alfa Romeo V8 turbo | Goodyear | 1           | 0               | n.c.       |
| 1988   | Coloni SpA              | FC188 FC188B       | Cosworth V8         | Goodyear | 8           | 0               | n.c.       |
| 1989   | AGS Racing              | JH23B              | Cosworth V8         | Goodyear | 6           | 1               | 26e        |
| 1990   | AGS Racing              | JH24 JH25          | Cosworth V8         | Goodyear | 4           | 0               | n.c.       |
| 1991   | AGS Racing Fondmetal F1 | JH25 JH25B JH27 F1 | Cosworth V8         | Goodyear | 5           | 0               | n.c.       |
| 1992   | FondmetalF1             | GR01 GR02          | Cosworth V8         | Goodyear | 13          | 0               | n.c.       |
| 1995   | Nokia Tyrrell Yamaha    | 023                | Yamaha V10          | Goodyear | 1           | 0               | n.c.       |

### Résultats dans les championnats de voitures de tourisme

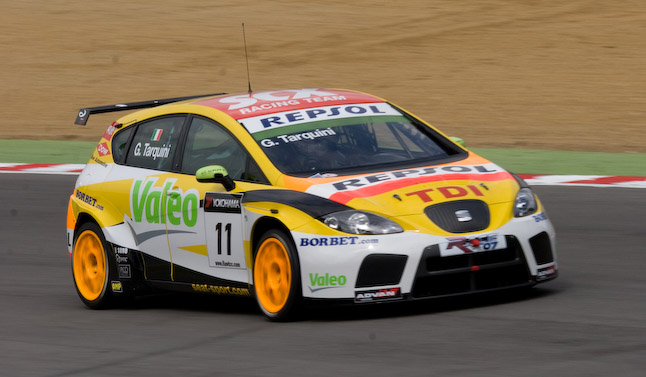
Tarquini au volant d'une Seat León TDI lors de la manche de Brands Hatch du WTCC 2008.

- 1987 World Touring Car Championship, Alfa Romeo, Nc.
- 1989 Championnat d'Italie de Super-tourisme, BMW, 5e, 1 victoire
- 1992 Championnat d'Italie de Super-tourisme, BMW, 6e
- 1993 Championnat d'Italie de Super-tourisme, Alfa Romeo, 3e, 5 victoires
- 1994 BTCC, Alfa Romeo, 1er, 8 victoires
  - Championnat d'Espagne de Super-tourisme, Alfa Romeo,	1 victoire
- 1995 Championnat d'Espagne de Super-tourisme,	Alfa Romeo, 7e, 2 victoires
  - BTCC, Alfa Romeo, 16e
  - DTM, Alfa Romeo, Nc.
- 1996 International Touring Car Championship, Alfa Romeo, 14e, 1 victoire
- 1997 BTCC, Honda, 6e, 1 victoire
  - Belgian Procar, Honda, 1 victoire
- 1998 STC allemande,	Honda, 7e, 1 victoire
- 1999 STC allemande,	Honda, 4e, 1 victoire
  - BTCC, Honda, 14e
- 2000 BTCC, Honda, 6e, 3 victoires
  - ESTC, Honda, Nc.
- 2001 ETCC, Honda, 3e, 9 victoires
- 2002 ETCC, Alfa Romeo, 14e
- 2003 ETCC, Alfa Romeo, 1er, 6 victoires
- 2004 ETCC, Alfa Romeo, 3e, 6 victoires
- 2005 WTCC, Alfa Romeo, 7e, 2 victoires
- 2006 WTCC, SEAT, 5e, 1 victoire
- 2007 WTCC, SEAT, 8e, 1 victoire
- 2008 WTCC, SEAT, 2e, 3 victoires
- 2009 WTCC, SEAT, 1er, 3 victoires
- 2010 WTCC, SEAT, 2e, 5 victoires
- 2011 WTCC, SEAT, 5e, 1 victoire
- 2012 WTCC, SEAT, 4e, 1 victoire
- 2013 WTCC, Honda, 2e, 2 victoires
- 2014 WTCC, Honda, 6e, 1 victoire
- 2015 WTCC, Honda, 5e, 0 victoires
- 2016 WTCC, Lada, 9e, 2 victoires
- 2017 WTCC, Honda, Nc., 0 victoires
- 2018 WTCR, Hyundai, 1er, 5 victoires

### Résultats aux 24 Heures du Mans
| Année | Châssis     | Écurie          | Coéquipiers                   | Résultat |
| ----- | ----------- | --------------- | ----------------------------- | -------- |
| 1985  | Porsche 956 | Brun Motorsport | Massimo Sigala/Oscar Larrauri | Abandon  |